# ゴジラアイランド
『ゴジラアイランド』は、テレビ東京系列にて1997年10月6日から1998年9月30日までの間、毎週月曜から金曜7時25分 - 7時30分に放送された特撮テレビ番組、およびその劇中に登場する架空の島の名前。

## 概要
1995年の『ゴジラvsデストロイア』で平成ゴジラシリーズが終了した後も、児童層でゴジラの人気が根強かったことから、その人気を維持するために円谷映像に東宝が制作協力を依頼して制作された。明快なストーリーながら、子供のみならずマニア層にも人気を博した。
当初は過去のゴジラ映画から映像を流用しての製作が予定されていたが、放送枠が子供たちに人気のバラエティ番組『おはスタ』の後だったこともあって視聴率が5パーセントを突破するなど好調だったため、東宝のフィルムを使わない玩具中心のシナリオへと変更された。
怪獣たちは着ぐるみではなく、市販の玩具などを改造したものを使用して撮影された。俳優が演じた本編映像と玩具を用いた特撮のハイブリッド作品となっている。

## ストーリー

### 第1シーズン
トレマ登場編（第1 - 5話）
西暦2097年。人類は怪獣との共存の時代を迎え、太平洋上のとある島に、怪獣たちの楽園ゴジラアイランドを築いた。そこには保安組織Gガードの基地もあり、司令官の神宮寺餅介とコンピューターロボットのルーカスを始めとする人々が島を管理していた。
ある日、巨大円盤ヴァバルーダが地球に襲来。各地の都市を攻撃し、次いでゴジラアイランドに飛来した。司令官はこれに対し、モゲラ、メカゴジラ、ジェットジャガーを出撃させ迎え撃つが、全滅させられてしまう。ヴァバルーダに乗っていたのはX星地球攻撃隊隊長のザグレスであり、彼女は地球人に降伏を迫る。
だがその時、謎の宇宙船が現れ、ヴァバルーダを攻撃し、撤退に追い込んだ。宇宙船に乗っていたのは宇宙海賊トレマであり、彼女は司令官とX星人を撃退する契約を結ぶ。
その時、ゴジラがスペースゴジラの飛来を予言。司令官たちも、トレマの「ゴジラが戦いたいと言っている」という言葉を信じ、ゴジラに出撃を要請する。ゴジラはトレマとの無敵のコンビネーションによって、見事スペースゴジラを撃退した。
- 『ゴジラvsスペースゴジラ』のライブフィルムが使用された。

キングギドラ編（第6 - 15話）
ゴジラアイランドにはしばしの平和が続いていた。しかし突然、怪獣たちが突然大喧嘩を始めてしまう。モスラだけは喧嘩に参加せず、怪獣たちを説得するが、聞く耳を持たない。そんな中、キングギドラが飛来し、Gガード基地を攻撃してきた。
怪獣たちが暴れだした件についてルーカスに疑われたトレマは基地を飛び出し、ゴジラアイランドに潜入していたザグレスと剣を交える。激戦の末、トレマはザグレスの毒を浴びせられたが、ザグレスの仕掛けた凶暴電波発生装置を時限爆弾で破壊することに成功。怪獣を狂わせていたのは、この装置から発せられる凶暴電波だった。
怪獣たちが元に戻ったのも束の間、再びキングギドラが襲撃してくる。ゴジラはラドン、モスラと協力してキングギドラを海に沈める。一方、ザグレスの毒で重傷を負ったトレマは、Gガード基地に瀕死の状態で現れる。
至急、医療班へ運ばれるトレマ。そしてザグレスは「滋養強壮・赤マンダドリンク光線」をキングギドラに浴びせ、以前の3倍にパワーアップさせて三度ゴジラと激突させる。パワーアップしたキングギドラはゴジラを苦しめるが、瀕死のトレマが放った「ミラクル念力（怪獣の中枢神経を狂わせる特殊念力）」に苦しみ、激闘の末、逃亡する。
トレマは司令官に自らの「遺言ビデオ」を手渡し、自分が地球に来たのはザグレスに故郷の星を滅ぼされたのと、自分と仲良しだった古代生物とゴジラが似ていたから、と告げて息絶えるが、司令官が今月トレマに払うはずだったギャラを怪獣救済基金「モスラの羽」に寄付しようとしていたのを聞きつけ、息を吹き返した。
- 『三大怪獣 地球最大の決戦』『怪獣大戦争』『ゴジラvsスペースゴジラ』のライブフィルムが使用された。
- 第8話では初の屋外ロケが行われた。

ゴジラ裁判編（第16 - 20話）
トレマは、かつて仲の良かった古代生物を自分の手で撃ち殺した悪夢で目を覚ます。それと時を同じくして、夜の有楽町でゴジラが大暴れし、東京湾に姿を消した。
ゴジラアイランドの沖合いに姿を見せたゴジラに対し、地球政府はゴジラへの逮捕命令を出す。司令官はスーパーX2を出動させ、ゴジラを拘束すると、「怪獣裁判」を開廷し、トレマにゴジラの弁護人を依頼した。
裁判の結果、ゴジラのアリバイは立証できず、鉄格子の中に閉じ込められてしまう。そんな中、メガロとバトラがゴジラアイランドへ攻め込んできた。司令官はモスラ、ラドン、モゲラ、メカゴジラを出動させ、激しい空中戦の末に追い返す。
だが今度はゴジラが脱走し、新宿の街で暴れだした。地球政府はゴジラに抹殺命令を下すが、トレマはそれを阻止するために新宿に飛び立つ。
新宿のゴジラはトレマの宇宙船パンナトルテを熱線で撃墜。しかし、そこにもう1匹のゴジラが現れる。新宿を破壊していたのは、ザグレスが送り込んだ偽者だった。ゴジラはにせゴジラを撃退し、トレマと共にゴジラアイランドへ帰っていった。
- 『三大怪獣 地球最大の決戦』『ゴジラ（1984年版）』のライブフィルムが使用された。このエピソードを最後に、映画からの流用映像は一切使用されない。
- このエピソードで、トレマの宇宙船の名前が判明した。

ジュニア誘拐編（第21 - 30話）
トレマは怪獣病院の保育施設を出た「ジュニア」というゴジラの息子の存在を知る。すぐにジュニアと仲良くなるトレマ。しかしジュニアをザグレスが発見し、メガロを使って誘拐してしまう。
ジュニアが誘拐されたのは、隣島のマタンゴ島で、奥の砦のような場所に監禁されていた。48時間以内の撤退を迫るザグレス。トレマはパンナトルテで閉じ込められた檻ごとジュニアを運び出す作戦を強行するが、あと一歩のところでバトラに阻まれてしまう。
怒ったザグレスは、砦の防御に赤外線自動砲を設置。これは、怪獣でもロボットでも熱を持った物体が近づけばたちまちに攻撃する強力な武器である。何としてもジュニアを救い出したいゴジラは、無謀とも言える強行突破を図るが、失敗に終わり、危機一髪のところをラドンに救出された。
その姿を見た司令官は、撤退して白旗を上げることを決意。だが、トレマとモスラが作戦を立案し、再びジュニア救出作戦が始まる。その作戦とは、モスラの燐粉で自動砲の赤外線センサーを狂わせることだった。
トレマはモゲラでメガロを倒し、バトラもラドンに倒される。そしてゴジラの熱線が自動砲を破壊し、作戦は見事成功した。
ザグレスは、切り札デストロイアを送り込み、怪獣たちに立ち向かわせたが、これも撃滅に成功。事態は終息を迎える。

ガイガン編（第31 - 40話）
度重なる作戦の失敗に、ザグレスはX星の新聞で散々にこき下ろされていた。そんなザグレスの前に、ゴキブリそっくりの姿をしたM宇宙ハンター星人が現れ、幽閉された仲間の解放を条件に、宇宙一の殺し屋怪獣・ガイガンを貸し出す。
ガイガンはゴジラを倒すため地球に向かい、挑戦状が入った矢文を送りつける。その内容は、サンダ平原でゴジラと一対一の勝負をしたいというものだった。一騎討ちに向かおうとするゴジラを、キングシーサーが心配して止めるが、ゴジラは毅然とした態度でガイガンに挑む。
実力が伯仲するゴジラとガイガンの決闘は、互いに睨み合ったままで、膠着状態に陥る。膠着状態は一昼夜続き、業を煮やしたザグレスはバトラを送り込むが、それさえもガイガンは撃墜してしまう。
そして、長い睨み合いの末、遂にゴジラとガイガンが同時に動いた。一瞬の光が交錯した後、倒れたのはゴジラであった。駆け付けたモスラとラドンの助けでゴジラは一命を取り留め、ラドン温泉で傷を癒やす。キングシーサーがゴジラの具合を確認しているところにガイガンも現れ、ゴジラと共に温泉に浸かる。
ガイガンがとどめを刺さなかったのは、ゴジラの攻撃により自らも傷を負ったため、勝負を痛み分けにしたかったからだという。「今度こそ勝つ！」と闘志を燃やすゴジラは、キングシーサーと共に怪獣寺に篭り、修行を始めた。
翌日、ゴジラとガイガンは再び決闘を始める。戦いの最中、突然目を閉じるゴジラ。するとゴジラの体からオーラが出始めた。圧倒されるガイガンにゴジラは目をカッと見開くと、ガイガンの後方に向けて熱線を放射した。混乱したガイガンはゴジラに向けて突進するが、突然ゴジラの熱線が折れ曲がり、後方からガイガンに命中した。ガイガンが動揺した隙を突き、ゴジラが廻し蹴りを決める。倒れるガイガン。ゴジラが遂に勝利した。それは、キングシーサーが確信した通りだった。ゴジラは怪獣たちに祝福された。

モスラ編（第41 - 50話）
ゴジラアイランドの片隅にあるゴラス火山。そしてその近くにあるモスラの洞窟では、成虫モスラの死期が迫っていた。
成虫モスラは子モスラに遺言を伝えていた。「愛されるより愛すること」「困難から逃げないこと」。トレマはそんなモスラの姿を見て、自分の母親を思い出す。
その時、突如としてゴジラアイランドに隕石が落下。隕石は島の下水処理施設を破壊するが、近くにあった科学プラント工場は破壊を免れた。
隕石を送り込んだのはザグレスではないかと疑うトレマ。さらにザグレスは、出前持ちや占い師に変装し、Gガード基地に盗聴器を仕掛け、科学プラント工場を爆破する。工場から立ち上った有毒物質を隕石が拡大させ、島中を化学物質が席巻。酸性雨や窒素酸化物の影響で怪獣たちがバタバタ倒れていく。
トレマはザグレスの裏をかき、中和剤を放射させて有毒物質を浄化するが、隕石から公害怪獣ヘドラが誕生した。ザグレスの目的はヘドラを成長させることだった。ゴジラを始めとする怪獣たちは有毒物質で身動きがとれず、ヘドラは唯一残るモスラを狙う。
モスラは接近したヘドラを迎え撃つが、逆にヘドラの光線に撃墜されてしまう。パンナトルテのビーム砲もヘドラには効かず、ゴジラが助けに入るが、有毒物質の影響で満足に戦えない。幼虫を守ろうとした成虫モスラは、ヘドラを火口へ放り込むべく、単身ヘドラを掴みゴラス火山まで空輸した。成虫モスラはヘドラを放り込むと逃げ出そうとするが、その時火山が噴火。成虫モスラも噴火に巻き込まれてしまう。
1か月後、繭となった子モスラは羽化する様子を見せなかった。親の死のショックで、成長を拒否していたのだ。トレマが親身に話しかけるが、子モスラは応答しない。すると再びゴラス火山が噴火し、パワーアップしたヘドラが姿を現した。
モスラの繭を踏み潰そうとするヘドラに、ゴジラが立ち向かう。ゴジラの戦いとトレマの懸命な説得に胸を打たれた子モスラは、グリーンの体色を持つ新生モスラへと羽化。ゴジラとモスラの共闘により、ヘドラは乾燥させられて倒された。
- 放送時期が、映画『モスラ2 海底の大決戦』の公開直前であり、エンディングには同作の映像が使用された。また、劇中にも同作の音楽が使用されている。

メカキングギドラ編（第51 - 63話）
度重なる敗戦で赤字財政のX星地球攻撃隊。膨れ上がった借金に苦しむザグレスは、怪獣自動販売機でグレードBのメカキングギドラを購入し、ゴジラアイランドに送り込んだ。
メカギドラはゴジラの前に着地するが、全く攻撃してこない。お互い動かない姿を見て、司令官とルーカスはガイガン戦を思い出すが、勝負はゴジラの一突きであっけなく終了してしまう。
トレマがX線やマイクロウェーブでメカギドラの体内をスキャンしてみたところ、電子頭脳やそれに相当するパーツが存在しなかった。ザグレスもこれを怪しみ、怪獣自動販売機のメーカーに問い合わせたところ、電子頭脳が別売りであることが判明。焦ったザグレスはメカギドラを取り返そうとヴァバルーダを発進させるが、燃料切れでエンストを起こしてしまう。その隙に、司令官がメカギドラに乗り込み、トレマのパンナトルテと共に攻め込んできた。
ここぞとばかりに光線を連発し、ヴァバルーダを攻撃する司令官。たちまちヴァバルーダは行動不能に陥る。だが、突如メカギドラに隕石が衝突した。バランスを崩したメカギドラを、トラクタービームで回収するザグレス。司令官は捕虜となり、トレマも一時撤退を余儀なくされる。
そしてザグレスの前に、暗黒大皇帝が現われた。先の隕石は、彼が送り込んだものだという。暗黒大皇帝は司令官に催眠術をかけるよう進言する。
地球へ戻された司令官は、モゲラとメカゴジラを使って怪獣たちに首輪をしてしまう。苦しむゴジラは怒りの形相でGガード基地を攻撃してきた。
トレマは機転を利かし、司令官の名前を連呼。「神宮寺べいすけ」という名前は連呼すると「すけべい」に聞こえるという幼いころのトラウマを思い出した司令官は正気に戻る。首輪を外す司令官。悔しがるザグレスだが、電子頭脳を搭載したメカキングギドラを再び地球に向けて送り込む。
敵に操られ、すっかり信頼を失った司令官を前に、怪獣たちはゴジラアイランドを出て行こうとする。そこに飛来したメカギドラは光線で怪獣たちを撃退し、Gガード基地を執拗に攻撃してきた。怪獣たちはGガードの危機を無視して立ち去ろうとするが、ゴジラだけは単身、メカギドラに立ち向かっていく。だがメカギドラの強力な攻撃に倒れるゴジラ。司令官は怪獣たちの信頼を取り戻そうと、自らもメカゴジラに乗り込み、メカギドラを攻撃する。心を打たれた怪獣たちは、キングシーサーの呼び声と共に、一斉にメカギドラに立ち向かった。
さすがのメカギドラもよってたかって攻撃されては歯が立たず、首を破壊されて逃げ出してしまう。司令官も無事に怪獣たちの信頼を取り戻すことができた。
- 監督曰く、ラストは『怪獣総進撃』へのオマージュが捧げられており、伊福部昭の「怪獣大戦争マーチ」が使用された。

ゴジラアイランドの謎編（第64 - 68話）
しばらく平和な日々が続くゴジラアイランド。ザグレスも攻めてこず、司令官も休暇を取って故郷に帰っていた。トレマとルーカスは、お互いの疑問を互いに聞き合い、解消していく。
- 総集編および設定解説エピソード。「モゲラとメカゴジラは自分たちの判断で動いている」「ゴジラアイランドにはどのような施設があるのか」など、以降のエピソードにも関わる事柄に触れられている。

スペースゴジラの悪霊編（第69 - 83話）
メカキングギドラが破壊され、すっかりやる気を失ったザグレスの前に、「死霊界の営業マン」を名乗るドゴラが現われた。ドゴラは自らのリストラを逃れるために、ザグレスへの協力を持ちかける。直ちに地球に現れたドゴラは奇妙な呪文を唱え、ゴジラに呪いをかけた。
翌日、写真に凝っていたトレマは、ジュニアの悲鳴に呼ばれる。駆け付けたトレマが見たものは、脱水症状を起こして倒れているゴジラだった。司令官はメディカルジェットジャガーを出撃させ、ゴジラを怪獣病院に運ぶ。
ゴジラには過労との診断が下されるが、突然起き上がり、見舞いに来ていたラドンを襲い、オーラを吸い取ってしまう。赤い目をしたゴジラはどうも様子がおかしい。司令官たちがトレマの写した写真をチェックすると、ゴジラの背中にスペースゴジラの悪霊が憑いていた。これこそがドゴラの狙いだった。
ラドンを襲ったゴジラは続いてアンギラス、ゴロザウルスを襲い、オーラを吸い取っていく。司令官はキングシーサーに除霊を頼むため、トレマを悟りの森に向かわせた。ドゴラはそれを阻止しようとトレマに接触するが、結局何も出来ずに逃走する。
キングシーサーはトレマから事情を聞くと、お札を取りに怪獣神社へ向かう。だが逃げたかに見えたドゴラが時限爆弾を仕掛け、キングシーサーを生き埋めにしてしまった。
一方のゴジラはモスラを襲おうとしていた。司令官はモゲラとメカゴジラを出撃させ、ゴジラの足止めを狙うが、パワーアップし赤い熱線を吐くゴジラに歯が立たない。
モスラを襲ったゴジラは、次いでバラゴンを襲い、遂にGガード基地に迫る。強力な赤い熱線に破壊される基地。と、その前にお札を持ったキングシーサーとジュニアが現われた。ジュニアがキングシーサーを救出したのだ。
お札はゴジラからスペースゴジラの悪霊を解き放ったが、今度は実体化したスペースゴジラがゴジラを襲う。怪獣たちのオーラを吸い取ったスペースゴジラは強力だったが、ゴジラとジュニアの共闘で撃退に成功。怪獣たちも元気になった。
- このエピソードで、初めてゴジラシリーズ以外の東宝怪獣映画から怪獣が登場した。また、ジュニアが初めて熱線を吐けるようになった。

人工太陽編（第84 - 93話）
ある朝、トレマは猛烈な暑さで目が覚める。外を見てみると、太陽が空に2つ浮かんでいた。これこそ、ザグレスが設置した人工太陽だった。
灼熱地獄と化すゴジラアイランド。すると、突然島の片隅で森林火災が発生した。司令官はこの火災の鎮火のために、消防ジェットジャガーを出撃させる。
一方、火災現場のすぐ近くには怪獣刑務所があり、そこにはGガードの科学技術班によって再生されたデストロイアとメガロが収監されていた。火事の煙で苦しむ2匹を見た司令官は、やむを得ず彼らを解放させる。
自由の身となったデストロイアとメガロは司令官の予想に反して、消防ジェットジャガーを襲撃する。そこに怒ったゴジラが現れ、2匹と戦い始めるが、デストロイアとメガロには脱獄防止のためエネルギー抑制剤が注入されており、戦いはゴジラの圧勝に終わった。2匹は撤退し、森林火災も何とか鎮火できたが、人工太陽はまだゴジラアイランドの上空に燦々と輝き続けていた。
翌日、ルーカスが人工太陽の弱点を発見する。それは人工太陽の中心部にある無風地帯ゼロポイントを対空レーザー砲で撃ち抜くことだった。司令官は試作段階の対空レーザー砲にトレマを搭乗させ、人工太陽撃滅作戦を開始する。そうはさせじとザグレスはデストロイアとメガロを出撃させ、ゴジラとラドンがこれを迎え撃つ。
対空レーザー砲の欠点はエネルギーの充填に時間がかかることであり、焦った司令官は基地の電力を予備電源に切り替える。充填が完了した対空レーザー砲を発射するトレマ。しかし、あと少しのところでデストロイアに邪魔をされてしまう。再びエネルギー充填がゼロになってしまった対空レーザー砲を踏み潰さんと迫るデストロイア。ゴジラもすかさず反撃に転じるが、エネルギー抑制剤の解毒剤を注射されたデストロイアは、ゴジラが苦手とするオキシジェン・デストロイヤー光線を浴びせて苦しめる。
だがその時、ラドンが高空からメガロをデストロイアの頭上に落下させ、気絶させる。その隙を突いて、司令官は予備電源をもカットし、基地の全ての電力を対空レーザー砲に集中させた。エアコンや通信システムさえもストップさせる諸刃の剣のこの作戦は、再びエネルギーを増加させる。だがまたすぐ、エネルギーの充填が止まってしまった。さらに、復活したデストロイアがレーザー砲を狙う。
ゴジラは熱線でデストロイアを攻撃するが、デストロイアが避けた熱線は対空レーザー砲のソーラーパネルに命中。すると、エネルギーの充填が始まった。これに気付いたトレマがゴジラに熱線を放射するように促し、ゴジラも応えて熱線を照射する。エネルギー満タンになったレーザー砲が火を噴き、人工太陽は粉砕された。

メカゴジラ編（第94 - 103話）
トレマは、やたらとうるさい工事の音で目を覚ます。外を見てみると、怪獣たちの遊び場であるはずの場所を、プロトモゲラが工事していた。敵の攻撃が巧妙かつ激しくなっているため、地球政府の命令でゴジラアイランドの要塞化が始まったのだ。
一方、要塞化の妨害を企むザグレスは、デストロイア、メガロ、メカキングギドラを一気に出撃させようとするが、そこに現われた暗黒大皇帝が彼女にクビを言い渡す。自暴自棄になったザグレスは、倉庫の片隅に眠っていたブラックメカゴジラに自ら乗り込み、地球へ向かった。ゴジラとメカゴジラの戦闘データを研究し、下請けの業者に作らせたこのメカ怪獣は、不良品のため廃棄処分されていたものだった。
地球に来たザグレスは、トレマにサンダ平原での決闘を申し込んだ。ザグレスが提案した決闘は、お互い背を向けて5秒間歩いてから行う西部劇式の早撃ち勝負。緊張が交錯する中、ザグレスは一瞬早く振り返り、トレマの乗るメカゴジラに攻撃を加えた。ザグレスは卑怯な戦法でトレマを倒そうとしたが、あと一歩のところでブラックメカゴジラがエンストを起こし、怒ったゴジラたちが一斉にザグレスに襲い掛かる。
捕まったザグレスは、ワープ機能を有するマントをも取られてしまい、すっかり袋のネズミとなってしまう。司令官とトレマの尋問にペラペラと答えるザグレスに、不信感を募らせる一同。その時、ブラックメカゴジラの体内から時限爆弾のセコンド音が響きだした。ブラックメカゴジラの体内には、ゴジラアイランドを一瞬にして吹き飛ばす超メガトン爆弾が仕掛けられていたのだ。
やむを得ずトレマはマントを基地に置いたままザグレスを釈放し、爆弾の解体にあたらせようとするが、トレマの隙を突いてザグレスはワープで逃げ出してしまう。何と、転送装置はマントだけではなかった。単身、トレマが爆弾の解体にあたるが、実はこれもフェイク。ザグレスの真の目的は、プロトモゲラを奪取し、建設中のGガード第2基地を破壊することだった。
バラゴンとアンギラスがプロトモゲラを止めようと近づくが、ザグレスは建設用に仕掛けられていた爆弾を爆破させ、2匹を退ける。そこにゴジラが参上し、モスラとラドンも加勢に入るが、プロトモゲラの厚い装甲と強力な光線に歯が立たない。
だがその時、プロトモゲラの後方から光線が命中した。トレマがブラックメカゴジラに乗り込み、ザグレスを攻撃したのだ。ビームやミサイルの集中砲火でプロトモゲラを攻撃するトレマ。焦ったザグレスは、プロトモゲラをヴァバルーダに回収させ、脱出を図る。
作戦こそ失敗したものの、敵の要塞化を阻止し、メカ怪獣まで奪取してきたザグレスは、一時解雇を取り消され、最後のチャンスを与えられた。

さよならトレマ編（第104 - 125話）
ゴジラアイランドに突如、隣島のマタンゴ島に住むカマキラスが飛来した。どうやらカマキラスはメガロに追われているらしい。だがカマキラスが島の上空に差し掛かると、なぜかメガロは引き返してしまった。トレマがカマキラスに事情を聞こうとしたが、彼は力尽きてしまう。
怪獣病院に搬送されたカマキラスは、司令官たちに、ザグレスがマタンゴ島に100匹の怪獣軍団を集めていることを伝える。焦った司令官はトレマに、ゴジラを連れてマタンゴ島まで偵察に行くように命じる。
嫌な予感を覚えるトレマはゴジラと共にマタンゴ島を探るが、その予感は的中。待ち構えていたデストロイアとメガロが光線で落盤を発生させ、ゴジラとトレマを洞窟に閉じ込めてしまう。さらに地中からプロトモゲラが出現し、ゴジラに攻撃を加えた。
まるでモグラ叩きのような攻撃を繰り返すプロトモゲラに苦戦するゴジラだったが、トレマとの共闘で何とかこれを倒す。そして決死の力で穴を掘り、トレマだけは何とか洞窟から脱出させることに成功する。
ゴジラアイランドに戻ったトレマが目にしたのは、バタバタと倒れている怪獣たちの姿だった。基地は破壊され、司令官も大怪我をしたとルーカスから聞かされるトレマ。暗黒大皇帝がメカキングギドラを修理し、ザグレスがそれを使って攻め込んできたと言う。そしてメカキングギドラを先導していたのは、他ならぬカマキラスだった。100匹の怪獣軍団の話も、ゴジラを閉じ込めるための嘘だった。
カマキラスは怪獣たちに「ゴジラは死んだ」とさらに嘘をつき、彼らの結束を乱そうとする。その結果、バラゴンとゴロザウルスが敵に寝返ってしまう。他の怪獣たちが立ち向かい、司令官もメカゴジラで出撃するがバラゴンとゴロザウルスには攻撃できず、倒されてしまう。司令官とルーカスは、トレマにゴジラを呼んでくるように促す。
トレマは再びマタンゴ島に飛び、ゴジラの閉じ込められている洞窟に侵入した。すると、復活したプロトモゲラがゴジラをまたも攻撃していた。トレマはプロトモゲラをビーム砲で撃退するが、今度はプロトモゲラが故障し、あらぬ動きをし始める。そしてプロトモゲラが洞窟を塞いでいた岩を砕き、ゴジラとトレマは脱出に成功する。
外に出たゴジラだったが、そこにデストロイアとメガロ、さらにガイガンまでも現われた。絶体絶命と思われたが、ガイガンは何とゴジラに味方し、共にデストロイアとメガロを洞窟に閉じ込める。「お主を倒すのは拙者だ。その時まで無事でいろ」という言葉を残して去るガイガン。メガロの攻撃でパンナトルテが故障したため、ゴジラは単独でゴジラアイランドへ向かった。
大暴れするメカキングギドラだったが、ゴジラ相手では勝手が違った。ゴジラが戻ってきたことにパニックを起こしたザグレスは逃げ出し、メカキングギドラも再び寝返ったバラゴンとゴロザウルスを始めとする怪獣たちの総攻撃で完全に破壊される。
作戦が失敗し、今度こそ完全にクビを言い渡されたザグレスは、自暴自棄を起こし、単身ヴァバルーダでゴジラアイランドに向かってきた。司令官は人工太陽を撃ち落とした対空レーザー砲でヴァバルーダ攻撃に踏み切る。レーザー砲はヴァバルーダのビーム砲で破壊されてしまうが、ヴァバルーダ自体も半壊する大ダメージを負う。
大穴の開いたヴァバルーダにパンナトルテが侵入し、トレマはザグレスのいる操縦室へワープ。銃を突きつける。だが一瞬の隙を突いてザグレスはワープし、脱出艇を使って逃げ出してしまう。さらにヴァバルーダの自爆装置を作動させていた。トレマはゴジラアイランドを爆発から守るため、ヴァバルーダを宇宙へと運んでいく。トレマの身を案じ、脱出を命じる司令官とルーカスの前で、トレマはヴァバルーダの爆発に巻き込まれる。
間一髪、パンナトルテが飛来し、トレマは脱出に成功した。トレマはザグレスを追うために、ゴジラアイランドを後にすることにした。去っていくトレマを、司令官とルーカス、そしてゴジラたちがずっとずっと見守っていた。

番外編（第126 - 128話）
トレマが去ってから1か月後、Gガード基地の復旧作業はほぼ完了していた。司令官とルーカスは、トレマのことを思い返す。ジュニアもトレマがいないことに寂しさを感じていた。ゴジラはキングシーサーと休息に入り、モスラも親の一周忌を偲んでいた
。そんな彼らの姿を見ながら、司令官とルーカスは新たな決意を固めるのだった。
- シーズン2の開始を新学期開始に合わせるために作られたエピソード。これまでの名場面をダイジェストにしながらも、新シーズンへの布石が数多く散りばめられていた。
- このエピソードから放送時間が数秒短縮され、オープニングとエンディングの構成も大幅に変更された。

### 第2シーズン
ミサト登場編（第129 - 148話）
トレマとザグレスが地球を去ってから1年が過ぎた。ゴジラアイランドにはすっかり平和が訪れ、司令官もルーカスも緊張感を失っていた。
だがそんなつかの間の平和を破り、暗黒大皇帝がランデスという新たなる地球攻撃隊長を地球に差し向ける。ランデスはヴァバルーダでゴジラアイランドに向かうと、司令官に降伏を迫った。司令官はそれに対し、「破壊力のある対空レーザー砲があるぞ」とランデスを脅し、追い返すことに成功。しかし、ランデスが送り込んだ小型コンピュータロボットのキャメロンにより、対空レーザー砲が1発も撃てないことを暴かれてしまった。
ランデスは再びゴジラアイランドに進軍、ビーム砲で怪獣たちと基地を攻撃してくる。だがその時、謎の声と共に対空レーザー砲が火を噴いた。突然のことに動揺したランデスは撤退する。
そして基地に、1人の女性が現われる。彼女こそ、地球政府の辞令でゴジラアイランドに赴任してきた怪獣ドクターにして、司令官の一人娘・神宮寺ミサトだった。突然の娘の赴任に戸惑う司令官はミサトを追い出そうとするが、ミサトは断固としてそれを受け入れず、与えられた研究室で仕事を始める。
その時、ゴジラアイランドにミサイルが落下してきた。しかし、ミサイルは爆発せず不発に終わる。ミサトはメディカルジェットジャガーを駆って、自らミサイルを解体しようとする。司令官がそれを阻止しようと揉めている最中、ジュニアがミサイルを触ってしまう。すると、ミサイルから黄色いガスが漏れ出した。
至急、怪獣たちを避難させたミサトは、ガスのサンプルを採取して煙の分析を始める。そんな中、今度はゴジラアイランドの上空に巨大なラジオが飛来。司令官は対空レーザー砲で迎え撃とうとするが、射程が足らず撃墜出来ない。
ランデスはラジオから音楽を流し始めた。すると驚くべきことに、怪獣たちが踊りだした。唖然とする司令官とルーカスを前に、散布されたガスはダンスグロビンという物質であると話すミサト。それを浴びたために怪獣たちが踊りだしてしまったのだ。司令官は至急解毒剤の開発をミサトに依頼するが、ダンスグロビンを解毒する酵素はまだ発見されていないため、解毒剤の製造は不可能だった。
狂ったように踊り続ける怪獣たちのダンスは丸一昼夜続いた。体力の限界が近づく怪獣たちを前に、業を煮やした司令官は自らメカゴジラに搭乗して巨大ラジオを破壊しようとするが、ラジオから発せられる高周波で撃墜されてしまう。
ミサトは必死に戦う父の姿を見て奮起し、「やるっきゃない！」と対策に講じる。そしてミサトは、基地に帰ってきた司令官に、第3カタパルトからスピーカーを出すように依頼する。
スピーカーから大音量で音楽を流すミサト。ミサトの考えた作戦とは、高出力の超音波で逆にスピーカーを攻撃することだった。焦ったランデスは音量を最大に上げるが、ミサトも負けじとこれに対抗。出力の上がり過ぎた双方は、大爆発を遂げる。音楽が止まり、バタバタと倒れる怪獣たち。
怒ったランデスは、キングギドラをゴジラアイランドに送り込む。司令官はモゲラを出撃させ迎え撃たせるが、キングギドラの引力光線に撃墜されてしまう。打つ手の無い基地を執拗に空爆するキングギドラ。あわやと思われた瞬間、ダンス地獄から解放されたゴジラが登場。キングギドラに熱線を浴びせ墜落させ、後方から掴みかかる。キングギドラも負けじと引力光線で反撃し、壮絶なバトルが展開される。
ゴジラは背負い投げでキングギドラを圧倒するが、もうすぐというところで、ダンス地獄の疲れが来てしまう。そこにミサトの乗ったメディカルジェットジャガーが到着。ミサトは採取したダンスグロビンのサンプルをキングギドラに浴びせ、音楽を流し、キングギドラを踊らせる。逃げ出すキングギドラを前に、怪獣たちは喜びのダンスを踊った。
- このエピソードからミサト、ランデス、キャメロンが初登場。さらにオープニング映像が一新された。

二代目モスラ編（第149 - 168話）
ミサトは、ランデスと戦うべく新型戦闘機の設計に取り組んでいた。そんな中、ゴジラアイランドの片隅にあるゴラス火山が噴火する。
大噴火で起きた落盤により、崖の中腹から卵のようなものが発見された。それはモスラの卵だった。かつてゴジラアイランドに怪獣たちが移住してきたばかりのころ、先代のモスラとバトラとの間で争いがあり、バトラから自らの卵を守るため、モスラが卵を仮死状態にしてゴラス火山に隠したのだった。
ミサトは卵をモスラの洞窟に運び、モスラ自身に温めさせて孵化させようと考える。モスラに歌を聞かせて成長を促進させたりするなど腐心するミサト。その様子を見ていたランデスは、デストロイアとメガロを送り込み、卵を盗みにかかる。司令官はモゲラとメカゴジラで迎え撃つが、歯が立たない。モスラも必死に抵抗するが、デストロイアにやられてしまう。
そこへゴジラが出現、デストロイアに立ち向かう。ミサトもメディカルジェットジャガーでメガロに挑むが、撃退され、モスラの卵は奪われてしまった。
モスラの卵は2匹によってマタンゴ島に運ばれる。そこにバトラが飛来し、ランデスの指示で卵を温め始める。モスラへの長年の恨みを晴らそうというのである。やがて卵は孵化し、中からモスラの赤ちゃんベビーモスラが誕生した。ベビーモスラはすり込みからバトラを親だと思い込む。
一方、ミサトはモスラの卵を取り返そうと、新型戦闘機タルトクープを完成させ、マタンゴ島に飛んだ。だがそこで彼女が目にしたのは、孵化したベビーモスラだった。ミサトがベビーモスラに島へ帰るよう諭すと、ベビーモスラは素直にゴジラアイランドに向かって泳ぎ始める。
とりあえず怪獣病院に搬送されるベビーモスラだったが、ミサトは何の妨害も無かったことに疑念を抱く。それは的中し、翌日ベビーモスラが脱走してしまう。脱走したベビーモスラは、ガバラ池で水を飲んでいたゴロザウルスを皮切りに、キングシーサー、バラゴン、アンギラス、ラドンを襲い、次々と繭の中に閉じ込めて身動きを取れなくしてしまう。ランデスの狙いは、ベビーモスラを凶悪怪獣に仕立て上げることだった。
ベビーモスラは次の標的、ジュニアを襲った。ジュニアを助けようとゴジラが現れ、熱線でベビーモスラを吹き飛ばす。そこに何も知らないモスラが飛来し、今度はモスラ対ゴジラの戦いが始まってしまう。
放射熱線と燐粉攻撃の応酬で相打ちになるゴジラとモスラ。そこにバトラが現われ、ベビーモスラを連れていってしまう。怒ったミサトはそれを追うが、ランデスのヴァバルーダがビーム砲で妨害に入る。ミサトはエネルギーを集中させ、ヴァバルーダを撃退すると、基地へ向かった2匹を追うが、何と基地がベビーモスラの繭糸によって封じ込められ、機能を失っていた。
ベビーモスラを用済みと判断したランデスは、今度はバトラにベビーモスラを攻撃するよう指示する。バトラはそれに従い、プリズム光線でベビーモスラを攻撃。そこに怒ったモスラとゴジラが現われ、バトラと激しい戦いになる。ミサトはそんなゴジラとモスラを見ながら、ベビーモスラに改心するよう諭す。
卵の中にいた時のことを思い出したベビーモスラは、遂に目覚め、プチ・レールガンでバトラを撃退。繭の中に封じ込めた。だが怒ったランデスは、デストロイアとメガロを差し向け、ゴジラとモスラ兄弟を攻撃する。ミサトはメガロの目を回そうと周囲を旋回するが、調子に乗って燃料が切れてしまい、墜落してしまう。
3匹の共闘でデストロイア、メガロ、バトラは追い返すことが出来たが、ミサトは調子に乗ったことを司令官に叱られてしまう。だが司令官は、共に出会えたモスラ兄弟を見守る娘に差し入れをした。
- このエピソードから、ナオが初登場。だが、本格的に物語に絡んでくるのは、次のエピソード以降となる。

ドロリン編（第169 - 178話）
マタンゴ島をパトロールするミサトが出会ったのは、ひたすら修行をするガイガンだった。島へ帰ったミサトは、ガイガンがゴジラを倒すために修行を続けていることを司令官から聞く。
一方、ランデスはゴジラに勝ったことのあるガイガンの話を聞きつけ、キャメロンを使ってスカウトしようと試みるが、一匹狼のガイガンはそれを拒絶する。そこで暗黒大皇帝は、ランデスに変身怪獣ドロリンをプレゼントし、卑怯な作戦を開始するよう命じた。
その作戦とは、まずゴジラに化けたドロリンにガイガンを襲わせ、さらにガイガンに化けたドロリンにゴジラを襲わせて、互いを共倒れさせようというものだった。突然の襲撃に怒った双方は、戦いを開始。その隙を突いて、手薄になった基地をドロリンが襲う。
司令官がメカゴジラに乗ってドロリンと戦うが、敵はレーザーで砕け散ってもすぐに再生してしまう。ミサトは研究室でドロリンを分析するが、埒が明かない。焦ったルーカスはミサトにゴジラを呼んでくるよう頼むが、忙しくて手が離せない。そこに都合よく、Gガードストアのナオが登場。彼女を見たルーカスは、強引にモゲラに乗せ、ゴジラへの伝言を頼む。
泣きながらもゴジラのいる場所に辿り着き、基地を助けるよう伝えるナオ。ゴジラはドロリンを攻撃するが、倒しても砕け散るドロリンに苦戦を強いられる。そこに助太刀したのはガイガンだった。そしてドロリンの分析も完了する。
ドロリンが砕けても再生するのは、ドロリンの本体である光の玉が土を集めているからだった。これを突き止めたミサトは、消防ジェットジャガーに乗り込み、ドロリンに放水。結果、ドロリンは溶け、逃げようとする光の玉もガイガンに破壊された。
「お主を倒すのは拙者だ」と捨て台詞を残して、ガイガンはいずこかへ飛び去っていく。

アンギラス編（第179 - 188話）
怪獣たちの健康診断の日、ふざけて遊んでいたバラゴンとゴロザウルスの不注意で、ジュニアがアンギラスのトゲに触れて怪我をした。その姿を見たアンギラスは深く傷つき、浜辺で落ち込んでしまう。「ハリネズミのジレンマ」に陥るアンギラスを心配するミサト。
そのころ、ゴジラアイランドに何か秘密があるのではないかと探っていたランデスは、宇宙の彼方からゴジラアイランドにサボテンを送り込む。アンギラスはそれを目撃し警戒するが、楽観的な司令官は、島に生えたサボテンの周りを怪獣たちの遊び場にしようとサボテン広場と名付ける。
夜間、サボテンに近づいたアンギラスは、サボテンから攻撃を受ける。すかさず反撃するアンギラスだったが、寝起きの司令官に「同じ針を持つ者に嫉妬するな」とひどい言葉を浴びせられ、再び落ち込んでしまう。ミサトはそんなアンギラスを励ますが、自らの殻に閉じこもってしまったアンギラスは、聞く耳を持たない。
翌日、広場のサボテンは怪獣たちにトゲを飛ばし始めた。これこそ、ランデスが送り込んだサボテン怪獣ゴロリンだった。ゴロリンは転がってゴジラアイランドを荒らし始める。司令官は怪獣たちに力を合わせてゴロリンを止めるよう指示するが、ゴロリンのスピードには敵わない。ランデスはゴロリンを徘徊させてゴジラアイランドの秘密を探るつもりだった。
そしてゴロリンがアンギラスの谷に差し掛かった瞬間、アンギラスの背中のトゲに跳ね返されてしまう。ゴロリンを倒せる唯一の対抗馬はアンギラスだけだった。責任を感じた司令官はメカゴジラに乗り込み、アンギラスに謝罪するが、今度は司令官がゴロリンの標的になってしまう。危機一髪の瞬間を救ったのはアンギラスだった。アンギラスはゴロリンを止めようと、倒立姿勢になって押さえつける。他の怪獣たちが応援する中、アンギラスは必死だった。
そして体力の限界が近づいた時、ナオの操縦するモゲラが到着。モゲラのドリルには脱毛剤が塗られており、そのドリルを差し込まれたゴロリンはトゲが全て抜け、サッカーボールのようになってしまう。そしてゴジラとアンギラスがヴァバルーダに向け、ゴロリンをシュート。事件は終わり、アンギラスは今回の殊勲選手となった。

スペースゴジラの悪霊再び編（第189 - 198話）
ある日、鬼ヶ森でゴジラに似た、肩に大きな角が生えた怪獣を目撃したとナオが報告してくる。タルトクープで飛び立ったミサトが見たものは、仮死状態になって倒れているゴロザウルスの姿だった。
鬼ヶ森は、かつてゴジラがスペースゴジラの悪霊に取り憑かれた場所であり、悪霊の復活を懸念した司令官は、怪獣神社にお札を取りに行くようミサトに指示する。
しかし今度は、怪獣神社に火災が発生。燃え尽き、灰となってしまったお札に呆然とする司令官。仕方なく司令官は、かつて悪霊が見つかった時と同様に、怪獣たちの写真を撮るようにミサトに言う。疑念を抱きながらも、写真を撮影するミサトだったが、やはり撮影した写真には悪霊など写っていなかった。そしてそんな中、今度はラドンが仮死状態となって発見される。
疑心暗鬼になったバラゴンとアンギラスが喧嘩を始める中、霧が発生。そしてキングシーサーの背後にスペースゴジラの悪霊が映し出される。悪霊は次々と怪獣たちの背後に移動。それを見た怪獣たちは恐怖におののき、逃げ出してしまう。
だがミサトは、やはり悪霊の存在に疑問を抱いていた。悪霊の出現の際に発生した霧を調査するために、観測所のデータを調べるが、その当時は霧の発生する気象条件ではなかった。続いてミサトはガバラ池を調査。すると、ゴロザウルスとラドンが同じガバラ池の水を飲んでいたことがわかった。すかさずガバラ池の水を調べたミサトは、池の水に毒が混入されていたことを突き止める。
そして基地をスペースゴジラの悪霊が襲ってきた。直ちに対獣レーザー砲で迎撃する司令官だったが、悪霊にレーザーなど通用しない。ゴジラがすかさず現われ、熱線で攻撃するが、実体を持たない相手には戦いようが無かった。
その時、ミサトがタルトクープで現われ、霧の中から映写機のようなものを発見。それをレーザーで破壊すると、悪霊は姿を消してしまう。悪霊の正体は、映写されたトリックだった。しかし翌日、ナオは足の生えた本物のスペースゴジラを見たと主張し続ける。
その言葉通り、本物のスペースゴジラが出現。突然の事態に驚くミサト。それこそ、暗黒大皇帝がランデスの失敗を見越してゴジラアイランドに潜入させておいた最強怪獣「スーパースペシャルスペースゴジラハイグレードタイプ2」、略してスペゴジ2だった。
スペゴジ2に立ち向かっていくゴジラだが、赤い熱線を吐く敵の猛攻に苦戦を強いられる。すると、ミサトは消防ジェットジャガーに乗り込み、消火剤を散布。消火剤をスクリーンにして、空に超巨大ゴジラを映した。その大きさに圧倒されるスペゴジ2。
ゴジラはその隙を突いてスペゴジ2の結晶体を破壊、熱線を浴びせる。怯んだスペゴジ2は宇宙へ逃げ去ってしまった。

ファイヤーラドン編（第199 - 208話）
しばしの平和が続くゴジラアイランド。怪獣たちの生態研究に余念のないミサトは、かつてラドンが炎の精霊と合体して口から火炎を吐けるようになったという伝説を調べていた。そこへナオがやって来る。彼女は、Gガードストアの店長とガイラ山にハイキングへ行った際に見つけた青いキノコを見せに来たと言う。
そんな時、司令官からジュニアが倒れたと通信が入る。何と、ジュニアの背中にはナオが見つけたのと同じキノコが生えていた。直ちにタルトクープでガイラ山に飛んだミサトは、大量のキノコが群生しているのを発見する。そしてその中心に、ヘドラの新種ネオヘドラが出現した。
ネオヘドラは口から吐く煙でキノコを増殖させていた。目からのビームでタルトクープを攻撃してくるネオヘドラ。そこへゴジラが駆け付け、熱線で攻撃するが、ネオヘドラはゴジラの熱線を吸収してしまう。
すかさず口から煙を吐いて応戦するネオヘドラ。そこにラドンが助太刀に入り、衝撃波でネオヘドラを吹き飛ばす。ゴジラは何とか危機を逃れたが、ネオヘドラを倒すには10万度の熱で焼却する必要があった。ゴジラの熱線は6万度で、温度が足りない。勝利を確信したランデスは、「ゴジラアイランドキノコ化作戦」を推し進めていく。
ネオヘドラは怪獣たちを次々と襲い、背中にキノコを生やしていく。やがて島中がネオヘドラの胞子に汚染されていき、何と司令官がナオに注文したパンにまでもキノコが生えてしまう。空腹に苦しむ司令官を前に、ランデスがいやらしく食事を見せつけ降伏を迫る。一方ミサトは、文献で見た古代の精霊とラドンの儀式が気にかかっていた。さらに不思議なことに、悟りの森だけがネオヘドラの胞子に汚染されていなかった。
ミサトは儀式を試すべく、悟りの森へ向かう。そこには既に準備を整えていたキングシーサーとラドンの姿があった。儀式を成功させるためにはミサトの力が必要だと語るキングシーサー。ミサトはその言葉を胸に、祈りを捧げ始める。
ネオヘドラは遂にGガード基地攻撃に踏み出した。司令官は対獣レーザー砲で反撃するが、ネオヘドラはレーザーを吸収してしまう。キノコが生えて使用不能となったレーザー砲。そこにゴジラが現われ、ネオヘドラを攻撃するが、熱線を吸収されてしまい歯が立たない。そして遂にゴジラの背中にまでキノコが生えてしまう。司令官はメカゴジラで出撃しようとするが、空腹で力が出ない。
一方、悟りの森では炎の精霊がラドンと合体しようとしていた。だが、儀式は失敗し、ラドンは祭壇から転げ落ちてしまう。心のどこかで神秘の力を疑っていたミサトは自らを責める。今度こそと精霊たちに祈りを捧げるミサト。さらにゴジラや他の怪獣たちも祈りを捧げると、炎の精霊が再びラドンと合体、火の鳥ファイヤーラドンが誕生した。
ネオヘドラの前に立ちはだかり、高熱の火炎を浴びせるファイヤーラドン。さらにゴジラも熱線でネオヘドラを攻撃する。ゴジラとファイヤーラドン、合計10万度の超高熱ダブル火炎が炸裂し、ネオヘドラは炭化して絶命した。

ルーカス編（第209 - 218話）
ゴジラアイランドでは、対獣レーザー砲の訓練が行われていた。しかし、司令官の指示が出てもレーザー砲は光線を発射しない。その原因はルーカスだった。ルーカスは、老朽化がたたってコンピューターに異常が出てしまったのだ。
一方ランデスは、地球政府からの届け物に偽装してキャメロンをGガード基地に送り込んだ。ランデスとキャメロンはわざとバトラを送り込んで撤退させるなどの自作自演で司令官の信頼度を上げ、司令官は調子の悪いルーカスよりも、性能の良いキャメロンを気に入ってしまう。
その様子に危機感を覚えたルーカスは、ミサトに自分の改造を頼む。だが、ルーカスのAIは掃除機用のコンピュータを改造したものであることが判明し、ショックを受けたルーカスは基地を飛び出してしまった。その時、スイカを海で冷やしていたランデスがヴァバルーダで飛来し、スイカと間違えてルーカスをトラクタービームで回収してしまう。
自暴自棄になったルーカスはランデスに自らを壊してくれと懇願するが、ランデスはそれをなだめると、基地に潜入しているキャメロンの映像をルーカスに見せる。キャメロンがランデスの部下であることに気付いたルーカスは騒ぎ始めるが、ランデスの電撃にコンピュータをショートさせられ、ヴァバルーダのゴミ捨て場に捨てられてしまう。
遂に作戦を開始したキャメロンは、手始めに対獣レーザー砲に細工。レーザー砲は怪獣たちを攻撃し始めた。出撃したミサトのタルトクープも操縦不能に陥り、空を旋回するしかない。司令官もメカゴジラで出撃するが、キャメロンがコンピュータに細工した影響で、ゴジラに攻撃を仕掛けてしまう。さらにモゲラとメディカルジェットジャガーまでもがゴジラを襲い、それを助けようとアンギラス、ゴロザウルス、バラゴンも参戦。キャメロンはそこに対獣レーザー砲を撃ち込み、ゴジラアイランドは大混戦の極みを迎える。
そして無人となったGガード基地にランデスが潜入、基地を乗っ取ってしまう。ランデスの目的はゴジラアイランドの秘密を探ることだった。キャメロンと共に基地のコンピュータを解析するランデス。一方、燃料が切れたミサトのタルトクープは墜落するが、寸前でモスラに救われる。そこにヴァバルーダを脱出してきたルーカスも合流し、2人は基地への潜入作戦を考え始める。
ミサトは自らのパソコンを使用してメカ怪獣とレーザー砲を止め、基地には引き続き戦いが続いている映像を映すことでランデスを欺くことに成功。その隙に司令官とミサト、ルーカスが作戦室に侵入、さらに怪獣たちが基地を包囲することによってランデスを袋のネズミにしようと画策した。しかし、あと一歩のところでランデスにワープで逃げられてしまう。
残ったキャメロンは基地の外に逃げ出し、ルーカスが追いかける。そして激しいチェイスの末、ゴジラに吹き飛ばされたキャメロンは、ルーカスにデータを吸い取られ、ヴァバルーダに帰っていった。地球政府から陣中見舞いでスイカが贈られた。

G島の秘密編（第219 - 233話）
ある日、バラゴンが、ボールのような物体を口にくわえて、地中より現れた。その物体は、奇妙な象形文字を空に投影した。司令官は慌ててその物体の回収を命じるが、一足早くランデスのヴァバルーダに奪われてしまう。
ランデスは、暗黒大皇帝に内緒で謎の物体の分析を始め、その一部を解読する。そして、デストロイアとメガロをゴジラアイランドに差し向けるが、2匹はゴジラにあっけなく倒された。不審に思ったミサトは、タルトクープで出動し、2匹の怪獣の死を確認する。その墓標に花をたむけたミサトは、その夜空にオーロラを見た。
謎の物体の資料を調査した結果、それが1万2千年前のタイムカプセルであることが判明。その時、突然怪獣たちが苦しみだした。ミサトは、原因究明にタルトクープで出発するが、見えない壁に激突してしまう。その見えない壁は、ゴジラアイランドを覆い尽くす巨大なバリヤーだった。しかも、次第にゴジラアイランドの空気が減少していくゴジラ365日 2016, p. 231, 「8月19日」。これこそ、ランデスが仕組んだ「ゴジラアイランド真空パック作戦」だった。
司令官は、モゲラとメカゴジラでバリヤーの破壊を試みるが、失敗に終わる。ミサトは事態を打開すべく、象形文字の解読に取りかかった。その結果、「ゴジラアイランドの秘密」の正体は、古代ムウ文明が残した禁断の超兵器であることが判明する。ランデスも秘密を解明したものの、その在処がわからないため、ゴジラアイランドを酸欠状態にして、Gガードが動き出すのを虎視眈々と待っていた。
そんなランデスの策略にも気がつかないミサトは、怪獣たちを救うべく必死になっていた。そして、ついに古代ムウ文明の超兵器の在処を突き止める。そこへ向かうミサトの動きを知ったランデスは、死んだふりをしていたデストロイアとメガロに出撃命令を下した。
やがて、ミサトは遂に古代ムウ文明の超兵器を発見。それを横取りせんと襲い掛かるデストロイアとメガロの前に、ゴジラが立ちはだかるが、酸欠状態のゴジラは思うように力が出せず、苦戦を強いられる。無敵のゴジラも遂に敗れ去るのかと思われたその時、ミサトが操る古代ムウ文明の超兵器仰天号が現れ、その危機を救った。
仰天号はそのままバリヤーを突き破り、バリヤー発生装置を粉砕。分が悪くなったデストロイアとメガロは、這う這うの体で逃げ出した。
- 221話では本作品で初めて怪獣がまったく登場しない。

完結編（第234 - 256話）
仰天号が遂にその姿を見せたのと同時刻、宇宙空間で、怪獣自動販売機からハイパーメカギドラを購入する者があった。
一方、 仰天号に搭乗していたミサトは、ザグレス襲来を告げる微弱な電波をキャッチ。その時、ヴァバルーダがミサトもろとも仰天号をトラクタービームで捕獲してしまう。しかし、仰天号を手中に収めたにもかかわらず、ランデスは暗黒大皇帝にクビを言い渡される。
その時、ハイパーメカギドラに乗って、すっかりリッチになったザグレスが舞い戻ってきた。ザグレスは、ランデスに代わって再び地球攻撃隊長に任命されたのだ。
ハイパーメカギドラの冷凍光線により、さしものゴジラもたちまち氷漬けにされてしまう。その時、トレマもザグレスを追って地球に帰還。しかし、トレマのパンナトルテは、ハイパーメカギドラの攻撃を受けて墜落してしまう。
絶体絶命の危機が迫る中、トレマの一念がゴジラに呼応して、氷を溶かす奇跡を呼んだ。復活したゴジラの前にハイパーメカギドラは退散。トレマは司令官、ルーカスと感激の再会をする。
一方、ゴジラアイランドの本当の秘密を知りたいランデスは、ミサトを連れてゴジラアイランドへ向かった。再び、あの洞窟の奥へと進む仰天号。そこでミサトとランデスは、壁面に描かれた暗黒大皇帝を目にする。そして、その壁面の向こうには、本当のゴジラアイランドの秘密が隠されていた。
ゴジラアイランドの本当の秘密。それは、2万8千光年の距離を一瞬にして超えるワープゲートの存在だった。ミサトを脅し、それを動かそうとするランデス。だが、そこへトレマがミサトを救出に現れる。そしてランデスは、突如現れた遺跡の中へ消え去った。崩れ落ちる洞窟から脱出するトレマとミサト。
パンナトルテは故障し、白日の下にさらされたワープゲートは、ザグレスと暗黒大皇帝に奪われてしまった。ワープゲートは渡すものかとミサトをはねつける暗黒大皇帝。と、そこにランデスの操縦する仰天号が出現。その正体を暴かんと、ランデスは暗黒大皇帝を撃った。
暗黒大皇帝の正体は、2万年の懲役刑を負ってX星の牢獄へ流された、古代ムウ帝国の独裁者だった。それを知って驚くザグレスの前にランデスがワープ。ヴァバルーダの席を巡って掴み合ううちに、誤って自爆装置のボタンを押してしまう。自爆装置のプログラムを解除しようと焦るザグレスとランデス。その結果、カウントダウンはさらに早まり、ヴァバルーダは大爆発を起こした。
司令官は、遂に全てを語った。地球政府はワープゲートの存在を隠すために、この島をゴジラアイランドにしたのだった。ゴジラアイランドの存続を巡り、トレマとミサトは対立する。
トレマは、ゴジラアイランドを戦場にさせないために、こちらから打って出たいと進言。ミサトは、トレマの強さと優しさを悟り、自分もそうなりたいと思った。
と、その時、遺跡上空にハイパーメカギドラが現れた。操るのは、生きていたザグレス。ザグレスは再びワープゲートを奪わんとするが、怪獣たちに阻まれてしまう。
ミサトは、これを最後の戦いとするべく、司令官、トレマと共に出撃する。ゴジラや司令官たちの総攻撃で、さしものハイパーメカギドラも遂に倒された。
倒されたザグレスは、命乞いをするが、トレマはとどめのビームを撃ち続ける。
と、その時、今度は仰天号が出現。何と、ランデスもしぶとく生きていた。しかも、暗黒大皇帝の命を受けたキャメロンがワープゲートを起動させようとしていた。
そして、起動したワープゲートの向こうから、暗黒大皇帝が出現。その暗黒大皇帝を、ランデスが撃つ。さらにハイパーメカギドラも復活し、大混戦となる。だが、ミサトは逆転の発想でワープゲートを逆転させ、暗黒大皇帝をX星の牢獄へ戻すことに成功し、さらにランデス、ザグレス、キャメロンもワープゲートの次元の彼方へと吸い込まれていった。
諸悪が消え去ったのもつかの間、ワープゲートがそのまま暴走を始めてしまう。全てのものがワープゲートの恐るべきパワーに飲み込まれようとする中、司令官、ミサト、トレマ、そして怪獣たちは一斉にワープゲートに集中砲火を浴びせ、災いの超兵器は遂に破壊された。
こうして、長かった戦いはようやく終結を見た。トレマは故郷のトレンディル星に帰り、ミサトとナオは転勤。必要の無くなったGガードは解体され、それを機に司令官も引退を決意する。
そして、手つかずの島となったゴジラアイランドは、その名の通り怪獣たちの本当の楽園となったのだった。

## 登場キャラクター

### Gガード
神宮寺 餅介（）
Gガード司令官。正義を愛する熱血中年。いざとなるとすぐにメカゴジラに乗って出撃したがるが、持病のギックリ腰が出て撤退することが多い。
名前が「べいすけ」であるため、小さいころは「すけべい」といじめられたことがあるらしい。
第2シーズンでは父親として娘を気遣うあまり、赴任してきたばかりのミサトに対し「島から出ていきなさい」と何度も説教したり、不用意な発言からアンギラスやルーカスを意気消失させてしまったりと軽率な一面が強調された。

トレマ
第1シーズンのヒロイン。ザグレスを追ってトレンディル星からやってきた宇宙海賊。自称「宇宙のフリーター」。
怪獣語を理解することができる。生まれ故郷のトレンディル星でゴジラ（ゴジラジュニア）に似た怪獣ジゴラを救えなかったトラウマを抱えている。
トレンディル星を滅ぼしたザグレスに復讐するため、Gガードに加勢する。怪獣の中枢神経を無力化するミラクル念力を使うことができる。武器は初期は二丁短剣だったが、レーザー銃に変更している。ザグレスが一度地球を去った際に彼女も一度地球を去ったが、終盤のザグレス再来時に再び地球へ戻ってきた。
パンナトルテに短距離ワープ装置を搭載しており、それを駆使してワープ移動することが可能。

神宮寺 ミサト（）
第2シーズンのヒロインで、神宮寺司令官の娘。19歳。
地球政府の辞令でゴジラアイランドに赴任してきた怪獣ドクター。怪獣医科大学を首席で卒業、機械工学の博士号も取得し、メカ怪獣の整備もできるという秀才。父親譲りの楽観的性格と無鉄砲さが欠点だが、いつも意表を突いた作戦で敵を追い返す。終盤では帰還したトレマと組んでX星人たちに応戦した。愛機はタルトクープで、ジェットジャガーに乗ることも多い。
Gガード解体後は宇宙ステーションへ転勤となった。

香田 ナオ（）
Gガード基地内にある売店「Gガードストア」の店員。16歳。第2シーズンから出演。
作戦室でみんなが緊張しているところによく注文を取りに来て司令官の顰蹙を買うが、デリバリーサービスで危険な戦地にもいろいろな物を届ける。ミサトを姉のように慕っている。ルーカスにゴジラへの伝言を頼まれ、モゲラに乗せられて以来、何度かモゲラに乗っている。
Gガード解体後は火星へ転勤となった。

ルーカス
Gガード基地のあらゆる情報や、メカ・装備を集中管理するスーパーAIを搭載した球体型の自立思考型ロボット。関西弁を喋る。掃除機のコンピュータを改造して作られ、製造から50年が経過している。

### 暗黒大皇帝軍団
ザグレス
第1シーズンのライバルキャラクター。暗黒大皇帝の命令により地球攻撃隊隊長としてゴジラアイランドを攻撃するX星人で、トレマの故郷・トレンディル星を滅ぼした張本人でもある。茶髪と厚化粧が特徴。高飛車で金銭感覚には煩い。メカキングギドラやメカゴジラに乗って戦う他、自ら銃や剣を扱ったり、口から毒を吐くこともできる。
度重なる失敗で暗黒大皇帝にも見限られ、ヴァバルーダに侵入してきたトレマに追い詰められるもワープ装置を使って逃亡した。
その後ランデスに代わって再び地球攻撃隊隊長に任命されるが、恐れていた暗黒大皇帝が幻影と分かると離反した。
暗黒大皇帝からの離反後も金儲けのためにワープゲートを狙うが、最後は乗っていたメカキングギドラ諸共ワープゲートの暴走に巻き込まれ、暗黒大皇帝らと共にX星の牢獄に収監された。

ランデス
第2シーズンのライバルキャラクター。ザグレスに代わり2代目地球攻撃隊隊長となったX星人。ザグレスと違い暗黒大皇帝をそれほど恐れてはいない。常に扇子を持ち歩き、お嬢様言葉で話す。ザグレスのように自ら戦うことは好まず、ヴァバルーダの中からの指令に徹することが多かった（自ら戦うのは苦手なようで、ワープゲート回収のためヴァバルーダの外に出た際は、ビームガンで無防備なミサトを脅迫したが、救出に現れたトレマに撃ち落されてしまった）。
最終決戦ではワープゲートが隠されていた洞穴の崩壊に巻き込まれ死亡したと思われたが仰天号で脱出に成功し、ボロボロになりながらもワープゲート争奪戦に参戦したが、最後は暗黒大皇帝やザグレスと共に暴走したワープゲートに吸い込まれX星の牢獄に収監された。
普段は上品に振舞っているが、キレたり余裕が無くなると言動が下品になる。

キャメロン
ランデスが操る偵察用ロボット。あらゆる場所に出没し、その様子をつぶさにランデスに伝える。一度Gガードに送られ、Gガードのコンピューターを破壊した。ランデスの部下だが、ランデスを介さず暗黒大皇帝と直接やり取りも出来るようで、ランデスが暗黒大皇帝を裏切った後も、暗黒大皇帝に忠実でワープゲートを操作し暗黒大皇帝を脱獄させようとした。
最後は暗黒大皇帝やランデスと共にX星の牢獄に収監された。

暗黒大皇帝
「メカキングギドラ編」で初登場。X星人たちを操って、地球を侵略しようと企む暗黒銀河帝国の皇帝。燃え盛るオレンジの炎の中に顔が浮かんでおり、怒ると真っ赤に燃え上がる。
ザグレスのスポンサーであるが、指令を発し終えて去ったと思えば意表を突いてまた現れては一言言って消えているというのがお約束だった。
正体は古代ムウ帝国の独裁者で、ワープゲートを使って他の星を次々に侵略していた人物。そのやり方を嫌ったムウの人々によって失脚させられ、2万年の懲役刑を受けてX星の牢獄に幽閉されている。
前述のように本体は地球から今なお2万光年離れたX星の牢獄に幽閉されており、終盤になりX星人たちの前に現れて指令を出していたの機械によって作られた幻影であったことが明らかになった。
正体が知られ、ザグレスやランデスに離反されたが、地上にワープゲートが露出したことを逆手に取り、キャメロンにワープゲートを起動させ地球に出現しようとしたが、最後はトレマとミサトにワープゲートを破壊されX星の牢獄に送り返された。

#### 協力者
M宇宙ハンター星人
50億年以上生きられる生命力を誇るゴキブリ型宇宙人。語尾に「〜ゴキ」と付ける。乗っていた宇宙船はゴキブリホイホイに酷似しており、M宇宙ハンター星100億の民が幽閉されている。ザグレスにガイガンを貸し出した。
最期は頼みのガイガンがゴジラに倒されたことに怒ったザグレスに潰された。
- オリジナルは「星雲人」だが、本作品では「星人」と呼ばれる。

ドゴラ
死霊界の営業マン。役職は営業一課係長補佐心得。言葉を話すことができ、語尾に「〜です、はい」と付けて喋る、大きさも人間大になるなど、原作とは設定が大幅に異なる。
死霊界のリストラから逃れるため、ザグレスに加担してスペースゴジラの悪霊を蘇らせ、ゴジラに取り憑かせてゴジラアイランドの怪獣たちを襲わせた。だが最終的に失敗に終わり、死霊界をリストラされ天国に連行される。
武器はエロエロアザラシの呪文、名刺手裏剣など。また、体が破壊されてもすぐに再生する。
- 造型物はなく、CGで表現された。

## 登場怪獣
個別項目のあるものはそちらを参照。

### ゴジラアイランドの怪獣
| - ゴジラ - ゴジラジュニア - ジゴラ - モスラ - 子モスラ→新モスラ - ベビーモスラ - ラドン - ファイヤーラドン | - アンギラス - キングシーサー - バラゴン - ゴロザウルス - メカゴジラ - モゲラ - ジェットジャガー - メディカルジェットジャガー - 消防ジェットジャガー |

### 敵怪獣
| - スペースゴジラ - キングギドラ - メガロ - バトラ成虫 - にせゴジラ - デストロイア - ガイガン | - ヘドラ - メカキングギドラ - メカゴジラ - モゲラ - カマキラス - スーパースペシャルスペースゴジラハイグレードタイプ2 - ネオヘドラ - ハイパーメカキングギドラ |

ドロリン
体が土でできており、砂に変化したり、あらゆる怪獣に変身することができる。破壊されてもすぐに再生する。
- 造形物はバンダイのソフビ人形「ヤマトタケル」のクマソガミのソフビを茶色に塗ったもの。

ゴロリン
生長して怪獣化したミニサボテン。サボテンに擬態したり、針を飛ばして攻撃する能力を持つ。
脱毛剤が弱点である。
- 造型物は新規に制作された。

## 登場メカニック
パンナトルテ
トレマの宇宙船。装甲は赤色で塗られており、機動力はかなり高い。武装はピンクのビーム砲。レールガンのように発射することができ、ヴァバルーダや怪獣にもかなりのダメージを与える。ルーカス曰く「甘そうな名前」。

タルトクープ
開発中の戦闘機をミサトが勝手に改造し、自分の専用機にしてしまった。武装は2連装ビームキャノンとマルチワイヤー。最高速度はマッハ2.4を記録し、電磁バリヤーを張ることによってヴァバルーダのビーム砲も無力化する。

ヴァバルーダ
全長1キロメートルにおよぶX星人の母艦。強力なビーム砲を搭載しているが、地上攻撃用のため、上面への攻撃は出来ない。その代わりに上面の装甲はかなり強固に作られている。獲物を捕獲するトラクタービームも装備。
いざという時のための自爆装置も付いており、その際に乗員が避難するための小型脱出艇も装備されている。
ザグレスの機体は破壊されたが、ランデスも同型機を使用している。

凶暴電波発生装置
怪獣の脳波を狂わせ凶暴化させる電波を発信させる装置。「キングギドラ編」でザグレスがゴジラアイランドに仕掛け、怪獣たちを大喧嘩させた。トレマの故郷・トレンディル星はこの作戦で古代生物を凶暴化させられ、滅亡へと追い込まれた。

スーパーX2
名称のみ登場。有楽町に出現したゴジラを逮捕・拘束するために地球政府の要請で出動した。

赤外線式自動砲
「ジュニア誘拐編」に登場。ジュニアを誘拐したザグレスが砦の前に設置した。怪獣でもロボットでも熱を持った物体が近づくと、たちまち高出力のレーザー砲を発射する。かなり強力で、正面から立ち向かったゴジラも大苦戦させられたが、モスラの燐粉によって狂わされ、ゴジラの熱線によって破壊される。
- 形状は、『地球防衛軍』のマーカライトファープに類似している。

怪獣自動販売機
宇宙を漂っている、メカ怪獣を販売する自動販売機。ザグレスがメカキングギドラとハイパーメカキングギドラを購入した。欠点は電子頭脳が別売りになっていることであり、別個に「オプション」と書かれた自動販売機も宇宙空間を浮遊している。劇中には上記の2機以外は登場しないが、他にバトラ幼虫、チタノザウルス、バランのシルエットが確認できる。

人工太陽
ザグレスが本物の太陽と共に設置した、文字通りの人工的に作られた太陽。中心温度は摂氏1,500℃であり、ゴジラアイランドを暑さと乾燥で苦しめた。また、強力な磁場も発生させており、接近すると計器類を破壊してしまう。弱点は、台風の目のような無風地帯「ゼロポイント」があることで、そこを高出力の対空レーザー砲で狙撃する作戦で破壊された。

高出力レーザー砲
Gガードの科学技術班が製作した対空レーザー砲の試作機。試作機のために、エネルギー充填に時間がかかるのが欠点。エネルギー充填には、両側のソーラーパネルを使用する。ゴジラの熱線でもエネルギーの充填が可能だが、劇中の描写から見て、あまり長くは持ちこたえられない模様。デストロイアの光線でも破壊されないなど、ある程度の耐久力を持つと思われる。
「さよならトレマ編」にも登場し、ヴァバルーダ攻撃に使用された。最終的にはヴァバルーダのビーム砲で破壊されるが、ヴァバルーダを半壊させることに成功する。

対空レーザー砲
第2シーズンから登場した新たな対空レーザー砲。全部で4門あり、ランデスが襲撃した際にはまだ完成を見ていなかったが、ミサトの力添えでヴァバルーダに向けて1発だけ撃てるようになる。

飛行型巨大ラジオ
ランデスが、踊らずにはいられなくなる物質「ダンスグロビン」を浴びた怪獣たちを踊り狂わせるためにゴジラアイランド上空に飛来させた。高出力の超音波も発していると思われ、司令官の操縦するメカゴジラを撃墜した。

巨大スピーカー
基地に装備されていた。上記の飛行型巨大ラジオを破壊するために、ミサトが高出力の超音波を発した。

映写機
ミサトがスペゴジ2を撹乱させるために、空に超巨大ゴジラを映し出した。

対獣レーザー砲
「スペースゴジラの悪霊再び編」で初登場。基地に配備されており、高出力のメーサーを発射する。しかし、ネオヘドラには太刀打ちできず、キャメロンにシステムを改造され、怪獣たちを襲うなど特に目立った活躍はしていない。「完結編」でハイパーメカキングギドラに破壊された。
- 造型物はメーサー殺獣光線車を改造したもの。

空気吸い取り装置、バリヤー発生装置
ランデスの「ゴジラアイランド真空パック作戦」に使用された。空気吸い取り装置は掃除機に酷似している。バリヤー発生装置はレーザーを発射することもでき、モゲラとメカゴジラを撃墜した。空気吸い取り装置自体も、緑のビーム砲を装備している。最終的にはミサトの操縦する仰天号により大破。

仰天号（）
ゴジラアイランドの地下に眠っていた古代ムウ帝国の戦艦。ムウ帝国が誇る最強の兵器であり、かつては侵略兵器として使用されていた。最期は乗っていたランデスごとワープゲートの向こうに吸い込まれる。
- 『海底軍艦』の轟天号が名前と外見のモデル。

ワープゲート
星と星の間を一瞬にして移動出来る、古代ムウ帝国の超兵器。真の「ゴジラアイランドの秘密」とは、この兵器のことを指す。

## ゴジラアイランドの施設
ゴジラアイランドの大きさは淡路島と同程度である。
Gガード基地
ゴジラアイランドの中枢部。お椀型をした建物数棟で構成されている。基地の中には約150名の基地職員が働いており、飲食施設として、中華料理屋の「来々軒」、食券制の「食いもの屋」、またシーズン2になって新設された「Gガードストア」がある他、司令官とルーカスのいる「作戦室」、メカなどを開発・修理する部門、モゲラやメカゴジラを格納する「発進カタパルト」などが備え付けられている。ただし、劇中には作戦室以外の施設はほとんど登場しない。

怪獣病院
怪獣を治療する施設。ジュニアが育てられていた養護施設などもある。メディカルジェットジャガーはここに配備されており、マタンゴ島で発見されたモスラの幼虫が一時搬送されたこともある。

科学プラント工場
「モスラ編」に登場。科学と自然の融和を研究するための実験施設であったが、ザグレスによって破壊され有毒物質を撒き散らすこととなる。

怪獣刑務所
怪獣を収容する洞窟内の牢獄。再生されたメガロとデストロイアが入れられていた。

第2基地
地球政府の要請でゴジラアイランドに建設されようとしていた2番目の基地。プロトモゲラが建設を行っていたが、最終的にザグレスに破壊されてしまう。建設のために設置されていた爆弾により、バラゴンとアンギラスが負傷した。

ゴジラの洞窟
ゴジラの住処。ゴジラがすっぽり入るほど大きな洞窟。ゴジラはよくここで眠りについている。ゴジラが地球政府に逮捕された際は、この洞窟に逮捕・監禁され「怪獣裁判」が行われた。ジュニアがこの洞窟に共に住んでいるかは定かではない。

モスラの洞窟
モスラの住処。モスラの成虫と幼虫が暮らしている。マタンゴ島からモスラの卵が発見された際には、ここでモスラが卵を温めた。

ラドン温泉
ラドンの住処。深さは70メートルあり、怪獣たちの傷を癒す効能がある。ゴジラがガイガンに敗れた際には傷を癒した。以前、司令官が溺れかけたことがある。掘ったのはバラゴン。

アンギラスの谷
アンギラスの住処。アンギラスがゴロリンを退治したのはこの場所。

ゴロザウルスの里
ゴロザウルスの住処。

バラゴンの家
バラゴンの住処。ゴジラがスペースゴジラの悪霊に憑かれた際には、ここでバラゴンを襲った。

悟りの森
キングシーサーの住処。神秘の力に包まれており、炎の精霊を呼び出すこともできる。ネオヘドラがキノコの胞子をゴジラアイランド中に散布した際は、この悟りの森だけ汚染されなかった。

怪獣神社
キングシーサーが管理している神社。魔除けのお守りなどが置いており、ゴジラをスペースゴジラの悪霊から解き放った。後に暗黒大皇帝によって放火される。

サンダ平原
ゴジラとガイガンが戦った平原。また、トレマとザグレスが互いのメカゴジラに搭乗して決闘した場所でもある。
- 名前の由来は映画『フランケンシュタインの怪獣 サンダ対ガイラ』に登場する怪獣サンダから。

ガイラ山
ゴジラアイランドの北東に聳え立つ巨大な山脈。ネオヘドラが出現し、キノコを始めに増殖させた場所。普段はハイキングコースとしても親しまれている。
- 名前の由来は『サンダ対ガイラ』に登場する怪獣ガイラから。

ガバラ池
怪獣たちの水飲み場として設置されている池。ランデスがここに毒を仕込み、ゴロザウルスを仮死状態にした。
- 名前の由来は『ゴジラ・ミニラ・ガバラ オール怪獣大進撃』に登場する怪獣ガバラから。

ゴラス火山
ゴジラアイランドの片隅にある火山。活火山であり、劇中では2回噴火している。噴火すると、島に大地震を巻き起こすが、特に火山灰などが降灰している様子などはない。先代モスラがヘドラを掴んで噴火に巻き込まれた場所でもある。また、ベビーモスラの卵が発見されたのもこの火山の中腹だった。
- 名前の由来は、映画『妖星ゴラス』に登場する同名の彗星から。

マタンゴ島
ゴジラアイランドの隣島。怪獣たちが泳いで渡れる距離にある。ジュニアがメガロによって幽閉されたり、ゴジラとトレマが洞窟に閉じ込められたり、ガイガンが修行していたりと作中には頻繁に登場する。岩が切り立っており、険しい岩山なども確認できる。島には食べると怪獣でも泥酔する「ほろ酔いキノコ」が生えており、ゴジラがこれを食べたことによる東京上陸を一時疑われたこともある。
- 名前の由来は映画『マタンゴ』から。第17話の時点で名前が言及されていた。

## キャスト
- Gガード司令官：団時朗[68]
- トレマ：大桑真弓[171]
- ミサト：麻生かおり[68]
- ナオ：沢村渚[136]
- ザグレス：あいざわかおり[85]
- ランデス：鵜川薫[220]

### 声の出演
- ルーカス：島村健一郎[注釈 5]
- M宇宙ハンター星人：茶風林[40]
- ドゴラ：山口勝平
- ナレーター、暗黒大皇帝、キャメロン：青山穣[68]

## スタッフ
- 監督：水谷しゅん
- 脚本：増田貴彦、南木顕生
- プロデューサー：今井朝幸[1][注釈 1]
- 制作協力：円谷映像
- 製作：東宝

## 主題歌
『ゴジラ』のメインタイトルテーマに歌詞をつけたものである。
- ゴジラのテーマ 〜The Theme of GODZILLA〜
  - 作詞：THE EDGE
  - 作曲：伊福部昭
  - 編曲：平岩嘉信
  - 歌：THE EDGE

## サブタイトル
| 放送日          | 放送回 | サブタイトル                | 脚本     |
| --------------- | ------ | --------------------------- | -------- |
| 1997年 10月06日 | 1      | 巨大UFO襲来！               | 増田貴彦 |
| 10月07日        | 2      | 敵か味方か謎の宇宙船        | 増田貴彦 |
| 10月08日        | 3      | トレマ登場                  | 増田貴彦 |
| 10月09日        | 4      | ゴジラ出撃！                | 増田貴彦 |
| 10月10日        | 5      | 無敵のコンビネーション      | 増田貴彦 |
| 10月13日        | 6      | 突然、大ゲンカ              | 増田貴彦 |
| 10月14日        | 7      | モスラの説得                | 増田貴彦 |
| 10月15日        | 8      | 対決！トレマVSザグレス      | 増田貴彦 |
| 10月16日        | 9      | ゴジラ、覚醒！              | 増田貴彦 |
| 10月17日        | 10     | 勝利の代償                  | 増田貴彦 |
| 10月20日        | 11     | キングギドラの復讐          | 増田貴彦 |
| 10月21日        | 12     | 決死のミラクル念力          | 増田貴彦 |
| 10月22日        | 13     | トレマの遺言                | 増田貴彦 |
| 10月23日        | 14     | 許すまじ、ザグレス          | 増田貴彦 |
| 10月24日        | 15     | トレマよ永遠に…             | 増田貴彦 |
| 10月27日        | 16     | ゴジラのアリバイ            | 増田貴彦 |
| 10月28日        | 17     | 俺は無実だ！                | 増田貴彦 |
| 10月29日        | 18     | ゴジラ、脱出！              | 増田貴彦 |
| 10月30日        | 19     | ゴジラ抹殺命令              | 増田貴彦 |
| 10月31日        | 20     | あばかれた、たくらみ        | 増田貴彦 |
| 11月03日        | 21     | ゴジラの息子                | 増田貴彦 |
| 11月04日        | 22     | トレマとジュニア            | 増田貴彦 |
| 11月05日        | 23     | ジュニア誘拐                | 増田貴彦 |
| 11月06日        | 24     | ジュニア救出作戦            | 増田貴彦 |
| 11月07日        | 25     | ジュニアを返せ！            | 増田貴彦 |
| 11月10日        | 26     | 鉄壁の砦                    | 増田貴彦 |
| 11月11日        | 27     | 無念の白旗                  | 増田貴彦 |
| 11月12日        | 28     | モスラ、突入！              | 増田貴彦 |
| 11月13日        | 29     | 天と地と                    | 増田貴彦 |
| 11月14日        | 30     | 勝利の旗を上げよ            | 増田貴彦 |
| 11月17日        | 31     | 怪獣貸します                | 増田貴彦 |
| 11月18日        | 32     | こいつは強い！              | 増田貴彦 |
| 11月19日        | 33     | イヤな予感                  | 増田貴彦 |
| 11月20日        | 34     | なが〜い決闘                | 増田貴彦 |
| 11月21日        | 35     | 勝負アリ！                  | 増田貴彦 |
| 11月24日        | 36     | ゴジラ死す！？              | 増田貴彦 |
| 11月25日        | 37     | 今度こそ！                  | 増田貴彦 |
| 11月26日        | 38     | 決戦前夜                    | 増田貴彦 |
| 11月27日        | 39     | キングシーサーの確信        | 増田貴彦 |
| 11月28日        | 40     | 見よ！驚異の必殺技          | 増田貴彦 |
| 12月01日        | 41     | モスラ、子モスラ            | 増田貴彦 |
| 12月02日        | 42     | 不審な出前持ち              | 増田貴彦 |
| 12月03日        | 43     | 不吉な予感                  | 増田貴彦 |
| 12月04日        | 44     | 緑を青空を返せ！            | 増田貴彦 |
| 12月05日        | 45     | ヘドラ誕生                  | 増田貴彦 |
| 12月08日        | 46     | モスラを狙え！              | 増田貴彦 |
| 12月09日        | 47     | モスラの涙                  | 増田貴彦 |
| 12月10日        | 48     | 哀しみのモスラ              | 増田貴彦 |
| 12月11日        | 49     | 親モスラの遺言              | 増田貴彦 |
| 12月12日        | 50     | はばたけモスラ              | 増田貴彦 |
| 12月15日        | 51     | 大赤字ザグレス軍団          | 増田貴彦 |
| 12月16日        | 52     | いつか見た戦い              | 増田貴彦 |
| 12月17日        | 53     | ああ、情けない              | 増田貴彦 |
| 12月18日        | 54     | ヴァバルーダ撃滅作戦        | 増田貴彦 |
| 12月19日        | 55     | ザグレスの最期？            | 増田貴彦 |
| 12月22日        | 56     | 逆転、ザグレス              | 増田貴彦 |
| 12月23日        | 57     | 怪！暗黒大皇帝              | 増田貴彦 |
| 12月24日        | 58     | 帰ってきた司令官            | 増田貴彦 |
| 12月25日        | 59     | 恐怖の首輪                  | 増田貴彦 |
| 12月26日        | 60     | その名を呼ぶな              | 増田貴彦 |
| 12月29日        | 61     | メカキングギドラ リターンズ | 増田貴彦 |
| 12月30日        | 62     | 出撃、司令官！              | 増田貴彦 |
| 12月31日        | 63     | 怪獣総攻撃                  | 増田貴彦 |
| 1998年 01月05日 | 64     | ゴジラアイランドの謎1       | 増田貴彦 |
| 01月06日        | 65     | ゴジラアイランドの謎2       | 増田貴彦 |
| 01月07日        | 66     | ゴジラアイランドの謎3       | 増田貴彦 |
| 01月08日        | 67     | ゴジラアイランドの謎4       | 増田貴彦 |
| 01月09日        | 68     | ゴジラアイランドの謎5       | 増田貴彦 |
| 01月12日        | 69     | ザグレス、今一度のチャンス  | 増田貴彦 |
| 01月13日        | 70     | 死霊界の営業マン            | 増田貴彦 |
| 01月14日        | 71     | 重いぞゴジラ                | 増田貴彦 |
| 01月15日        | 72     | ゴジラ激闘録                | 増田貴彦 |
| 01月16日        | 73     | ゴジラ乱心                  | 増田貴彦 |
| 01月19日        | 74     | 恐怖の獣霊写真              | 増田貴彦 |
| 01月20日        | 75     | キングシーサーを探せ        | 増田貴彦 |
| 01月21日        | 76     | トレマVSゴジラ              | 増田貴彦 |
| 01月22日        | 77     | ゴジラを止めろ!             | 増田貴彦 |
| 01月23日        | 78     | 急げ! キングシーサー        | 増田貴彦 |
| 01月26日        | 79     | 打つ手ナシ！                | 増田貴彦 |
| 01月27日        | 80     | 最終標的（ターゲット）      | 増田貴彦 |
| 01月28日        | 81     | 出動不能！                  | 増田貴彦 |
| 01月29日        | 82     | 離れろ！                    | 増田貴彦 |
| 01月30日        | 83     | 息子よ、よくやった！        | 増田貴彦 |
| 02月02日        | 84     | 二つの太陽                  | 増田貴彦 |
| 02月03日        | 85     | 干上がるゴジラアイランド    | 増田貴彦 |
| 02月04日        | 86     | ザグレス、最後のチャンス    | 増田貴彦 |
| 02月05日        | 87     | 森林火災発生！              | 増田貴彦 |
| 02月06日        | 88     | 炎のリターンファイト        | 増田貴彦 |
| 02月09日        | 89     | 人工太陽の弱点              | 増田貴彦 |
| 02月10日        | 90     | レーザー砲を守れ！          | 増田貴彦 |
| 02月11日        | 91     | 撃て！トレマ                | 増田貴彦 |
| 02月12日        | 92     | 危機一髪！                  | 増田貴彦 |
| 02月13日        | 93     | 偽りの太陽を撃て！          | 増田貴彦 |
| 02月16日        | 94     | ザグレス解任                | 増田貴彦 |
| 02月17日        | 95     | ザグレスの挑戦              | 増田貴彦 |
| 02月18日        | 96     | ブラックメカゴジラ発進！    | 増田貴彦 |
| 02月19日        | 97     | あかつきの決闘              | 増田貴彦 |
| 02月20日        | 98     | 卑怯者、ザグレス！          | 増田貴彦 |
| 02月23日        | 99     | 囚われのザグレス            | 増田貴彦 |
| 02月24日        | 100    | 死なばもろとも！            | 増田貴彦 |
| 02月25日        | 101    | 本当の目的                  | 増田貴彦 |
| 02月26日        | 102    | 絶体絶命！                  | 増田貴彦 |
| 02月27日        | 103    | ほめられたザグレス          | 増田貴彦 |
| 03月02日        | 104    | 隣島からきた怪獣            | 増田貴彦 |
| 03月03日        | 105    | 100匹の怪獣軍団             | 増田貴彦 |
| 03月04日        | 106    | 仕組まれた罠                | 増田貴彦 |
| 03月05日        | 107    | 暗黒大皇帝からの贈り物      | 増田貴彦 |
| 03月06日        | 108    | プロトモゲラをたたけ！      | 増田貴彦 |
| 03月09日        | 109    | 岩をもくだく友情            | 増田貴彦 |
| 03月10日        | 110    | SOS Gガード                 | 増田貴彦 |
| 03月11日        | 111    | 炎上！Gガード基地           | 増田貴彦 |
| 03月12日        | 112    | カマキラスの誘い            | 増田貴彦 |
| 03月13日        | 113    | 乱れた約束                  | 増田貴彦 |
| 03月16日        | 114    | 行け！トレマ                | 増田貴彦 |
| 03月17日        | 115    | 再び闇の中へ                | 増田貴彦 |
| 03月18日        | 116    | 脱出                        | 増田貴彦 |
| 03月19日        | 117    | ガイガン登場                | 増田貴彦 |
| 03月20日        | 118    | いつかその日まで            | 増田貴彦 |
| 03月23日        | 119    | 大ピンチ司令官              | 増田貴彦 |
| 03月24日        | 120    | ゴジラが帰って来た！        | 増田貴彦 |
| 03月25日        | 121    | 怒りの暗黒大皇帝            | 増田貴彦 |
| 03月26日        | 122    | 突撃！ヴァバルーダ          | 増田貴彦 |
| 03月27日        | 123    | 突入！パンナトルテ          | 増田貴彦 |
| 03月30日        | 124    | ありがとうゴジラアイランド  | 増田貴彦 |
| 03月31日        | 125    | さよなら、トレマ            | 増田貴彦 |
| 04月01日        | 126    | トレマメモリーズ            | 増田貴彦 |
| 04月02日        | 127    | ゴジラメモリーズ            | 増田貴彦 |
| 04月03日        | 128    | ゴジラとともに              | 増田貴彦 |
| 04月06日        | 129    | 新たなる敵                  | 増田貴彦 |
| 04月07日        | 130    | ランデス登場                | 増田貴彦 |
| 04月08日        | 131    | 司令官のウソ                | 増田貴彦 |
| 04月09日        | 132    | ランデスの挑発              | 増田貴彦 |
| 04月10日        | 133    | 怪獣ドクター着任            | 増田貴彦 |
| 04月13日        | 134    | 帰りません！                | 増田貴彦 |
| 04月14日        | 135    | ランデスの提案              | 増田貴彦 |
| 04月15日        | 136    | ゴジラアイランドの秘密      | 増田貴彦 |
| 04月16日        | 137    | そのミサイルに触るな        | 増田貴彦 |
| 04月17日        | 138    | 地獄の煙                    | 増田貴彦 |
| 04月20日        | 139    | ランデス再攻                | 増田貴彦 |
| 04月21日        | 140    | さあ踊れ！                  | 増田貴彦 |
| 04月22日        | 141    | ダンス ダンス ダンス        | 増田貴彦 |
| 04月23日        | 142    | あとは頼んだ                | 増田貴彦 |
| 04月24日        | 143    | やるっきゃない！            | 増田貴彦 |
| 04月27日        | 144    | 作戦開始                    | 増田貴彦 |
| 04月28日        | 145    | ダンスはスンダ              | 増田貴彦 |
| 04月29日        | 146    | キングギドラ襲来！          | 増田貴彦 |
| 04月30日        | 147    | キングギドラを倒せ！        | 増田貴彦 |
| 05月01日        | 148    | お返しのダンス              | 増田貴彦 |
| 05月04日        | 149    | ゴラス火山噴火              | 増田貴彦 |
| 05月05日        | 150    | 発見！謎の卵                | 増田貴彦 |
| 05月06日        | 151    | 生きていたモスラの卵        | 増田貴彦 |
| 05月07日        | 152    | モスラの苦難                | 増田貴彦 |
| 05月08日        | 153    | もう独りじゃない            | 増田貴彦 |
| 05月11日        | 154    | モスラの歌                  | 増田貴彦 |
| 05月12日        | 155    | モスラの卵を守れ！          | 増田貴彦 |
| 05月13日        | 156    | 長年の恨み                  | 増田貴彦 |
| 05月14日        | 157    | 司令官の命令                | 増田貴彦 |
| 05月15日        | 158    | タルトクープ発進！          | 増田貴彦 |
| 05月18日        | 159    | 幼虫モスラ発見！            | 増田貴彦 |
| 05月19日        | 160    | ランデスの策略              | 増田貴彦 |
| 05月20日        | 161    | 狙われるジュニア            | 増田貴彦 |
| 05月21日        | 162    | モスラ対ゴジラ              | 増田貴彦 |
| 05月22日        | 163    | バトラとベビーモスラ        | 増田貴彦 |
| 05月25日        | 164    | ミサト対ランデス            | 増田貴彦 |
| 05月26日        | 165    | 非情のランデス              | 増田貴彦 |
| 05月27日        | 166    | 目覚めたベビーモスラ        | 増田貴彦 |
| 05月28日        | 167    | モスラの反撃                | 増田貴彦 |
| 05月29日        | 168    | モスラの帰郷                | 増田貴彦 |
| 06月01日        | 169    | ガイガンは修行中            | 南木顕生 |
| 06月02日        | 170    | 史上空前の名勝負            | 南木顕生 |
| 06月03日        | 171    | 大皇帝からの贈り物          | 南木顕生 |
| 06月04日        | 172    | 変身怪獣ドロリン            | 南木顕生 |
| 06月05日        | 173    | 決闘、サンダ平原            | 南木顕生 |
| 06月08日        | 174    | なんとかしなしきゃ！        | 南木顕生 |
| 06月09日        | 175    | ゴジラを呼べ！              | 南木顕生 |
| 06月10日        | 176    | ナオの冒険                  | 南木顕生 |
| 06月11日        | 177    | 男のロマン！？              | 南木顕生 |
| 06月12日        | 178    | ガイガンの文矢              | 南木顕生 |
| 06月15日        | 179    | ハリネズミのジレンマ        | 南木顕生 |
| 06月16日        | 180    | 秘密が知りたい              | 南木顕生 |
| 06月17日        | 181    | サボテン広場                | 南木顕生 |
| 06月18日        | 182    | アンギラス、大ショック      | 南木顕生 |
| 06月19日        | 183    | 植物怪獣ゴロリン            | 南木顕生 |
| 06月22日        | 184    | 手も足も出ない              | 南木顕生 |
| 06月23日        | 185    | アンギラスの背中            | 南木顕生 |
| 06月24日        | 186    | 司令官の反省                | 南木顕生 |
| 06月25日        | 187    | がんばれアンギラス          | 南木顕生 |
| 06月26日        | 188    | 勝利のVゴール！             | 南木顕生 |
| 6月29日         | 189    | 最強の怪獣                  | 増田貴彦 |
| 06月30日        | 190    | 悪霊復活                    | 増田貴彦 |
| 07月01日        | 191    | 真犯人はだれだ？            | 増田貴彦 |
| 07月02日        | 192    | 姿を現した悪霊              | 増田貴彦 |
| 07月03日        | 193    | 怯える怪獣たち              | 増田貴彦 |
| 07月06日        | 194    | ガバラ池を探れ              | 増田貴彦 |
| 07月07日        | 195    | 悪霊の正体                  | 増田貴彦 |
| 07月08日        | 196    | ふてくされるランデス        | 増田貴彦 |
| 07月09日        | 197    | 超巨大ゴジラ出現            | 増田貴彦 |
| 07月10日        | 198    | 怒りのランデス              | 増田貴彦 |
| 07月13日        | 199    | 奇妙なキノコ                | 増田貴彦 |
| 07月14日        | 200    | ネオヘドラ出現              | 増田貴彦 |
| 07月15日        | 201    | ネオヘドラの勝利            | 増田貴彦 |
| 07月16日        | 202    | 汚染されるGガード基地       | 増田貴彦 |
| 07月17日        | 203    | 神秘の力                    | 増田貴彦 |
| 07月20日        | 204    | ミサトの祈り                | 増田貴彦 |
| 07月21日        | 205    | 失敗した儀式                | 増田貴彦 |
| 07月22日        | 206    | 無敵のネオヘドラ            | 増田貴彦 |
| 07月23日        | 207    | 誕生！ファイヤーラドン      | 増田貴彦 |
| 07月24日        | 208    | 超高熱！ダブル火炎          | 増田貴彦 |
| 07月27日        | 209    | スパイ大作戦                | 南木顕生 |
| 07月28日        | 210    | 地球政府からの宅配便        | 南木顕生 |
| 07月29日        | 211    | ルーカス、大ショック        | 南木顕生 |
| 07月30日        | 212    | 暴走、対獣レーザー砲！      | 南木顕生 |
| 07月31日        | 213    | Gガード陥落！               | 南木顕生 |
| 08月03日        | 214    | 万事窮す！                  | 南木顕生 |
| 08月04日        | 215    | 再会                        | 南木顕生 |
| 08月05日        | 216    | 基地奪還作戦                | 南木顕生 |
| 08月06日        | 217    | 反撃                        | 南木顕生 |
| 08月07日        | 218    | がんばれ、ルーカス          | 南木顕生 |
| 08月10日        | 219    | 空に浮かぶ象形文字          | 増田貴彦 |
| 08月11日        | 220    | その物体を拾え！            | 増田貴彦 |
| 08月12日        | 221    | 意外な関係                  | 増田貴彦 |
| 08月13日        | 222    | あっけない勝利              | 増田貴彦 |
| 08月14日        | 223    | 二大怪獣死す                | 増田貴彦 |
| 08月17日        | 224    | 謎のオーロラ                | 増田貴彦 |
| 08月18日        | 225    | 見えない壁                  | 増田貴彦 |
| 08月19日        | 226    | 巨大バリヤー                | 増田貴彦 |
| 08月20日        | 227    | トップシークレット          | 増田貴彦 |
| 08月21日        | 228    | 幻の大陸                    | 増田貴彦 |
| 08月24日        | 229    | 禁断の超兵器                | 増田貴彦 |
| 08月25日        | 230    | 二大怪獣の復活              | 増田貴彦 |
| 08月26日        | 231    | ゴジラ、大ピンチ            | 増田貴彦 |
| 08月27日        | 232    | 万能戦艦「仰天号」          | 増田貴彦 |
| 08月28日        | 233    | おいしい空気                | 増田貴彦 |
| 08月31日        | 234    | 謎の電波                    | 増田貴彦 |
| 09月01日        | 235    | 解任されたランデス          | 増田貴彦 |
| 09月02日        | 236    | 復活のザグレス              | 増田貴彦 |
| 09月03日        | 237    | たちまち氷漬け              | 増田貴彦 |
| 09月04日        | 238    | ザグレスの脅迫              | 増田貴彦 |
| 09月07日        | 239    | 帰ってきたトレマ            | 増田貴彦 |
| 09月08日        | 240    | ゴジラ、復活！              | 増田貴彦 |
| 09月09日        | 241    | ミサトを救え！              | 増田貴彦 |
| 09月10日        | 242    | 壁画に描かれた大皇帝        | 増田貴彦 |
| 09月11日        | 243    | ワープゲート                | 増田貴彦 |
| 09月14日        | 244    | 横取りのザグレス            | 増田貴彦 |
| 09月15日        | 245    | 反逆のザグレス              | 増田貴彦 |
| 09月16日        | 246    | 突撃！仰天号                | 増田貴彦 |
| 09月17日        | 247    | 見た！暗黒大皇帝の正体      | 増田貴彦 |
| 09月18日        | 248    | 自爆、ヴァバルーダ          | 増田貴彦 |
| 09月21日        | 249    | 明かされる真実              | 増田貴彦 |
| 09月22日        | 250    | トレマの想い                | 増田貴彦 |
| 09月23日        | 251    | ミサトの決意                | 増田貴彦 |
| 09月24日        | 252    | 最後の戦い                  | 増田貴彦 |
| 09月25日        | 253    | 生きていたランデス          | 増田貴彦 |
| 09月28日        | 254    | 出現！暗黒大皇帝            | 増田貴彦 |
| 09月29日        | 255    | 逆転！ワープゲート          | 増田貴彦 |
| 09月30日        | 256    | さよならゴジラアイランド    | 増田貴彦 |

## 関連商品
- 放送当時、バンダイから東宝怪獣のソフトビニール人形「ゴジラアイランド怪獣シリーズ」が発売された。
- 2007年1月26日にDVD-BOXが発売された[65]。これが初の映像ソフト化となる。